# Józef Wojtala
Józef Wojtala (ur. 1 stycznia 1927 w Gradku, zm. 23 października 1989) – polski rzemieślnik i działacz polityczny, poseł na Sejm PRL V, VI i VIII kadencji (1969–1976, 1980–1985). 

## Życiorys
Z zawodu krawiec, do 1949 zatrudniony w prywatnym zakładzie. W latach 1951–1957 pełnił obowiązki kierownika ds. technicznych Państwowego Przedsiębiorstwa Krawiecko-Kuśnierskiego, pracował również jako starszy technolog Wydziału Produkcji Centralnego Zarządu Przemysłu Tkanin Technicznych. Po liberalizacji w dziedzinie prywatnego handlu w II połowie lat 50. otworzył własny zakład rzemieślniczy w Łodzi. W 1959 wstąpił do Stronnictwa Demokratycznego, gdzie pełnił funkcje sekretarza Wojewódzkiej Komisji Rewizyjnej, wiceprzewodniczącego Miejskiego Komitetu w Łodzi (od 1969) i Łódzkiego Komitetu, a także Centralnej Komisji Rewizyjnej partii. Od 1973 do 1976 zasiadał w prezydium Centralnego Komitetu SD. Pełnił mandaty radnego łódzkiej dzielnicy Polesie i Wojewódzkiej Rady Narodowej. Zasiadał w Wojewódzkim Komitecie Frontu Jedności Narodu i w zarządzie Centralnego Związku Rzemiosła. Był też wiceprzewodniczącym łódzkiej Rady Izby Rzemieślniczej.
W 1969 wybrany w skład Sejmu V kadencji w okręgu Łódź Bałuty, należał do Komisji Przemysłu Lekkiego, Rzemiosła i Spółdzielczości Pracy. W 1972 uzyskał reelekcję w tym samym okręgu. Był członkiem Komisji Drobnej Wytwórczości, Spółdzielczości Pracy i Rzemiosła oraz Gospodarki Morskiej i Żeglugi. W 1980 ponownie znalazł się w Sejmie, uzyskując mandat z obszaru Łódź Śródmieście. Zasiadał wówczas w Komisjach: Handlu Wewnętrznego, Drobnej Wytwórczości i Usług (później: Rynku Wewnętrznego, Drobnej Wytwórczości i Usług), Przemysłu Lekkiego (później: Przemysłu), Do Spraw Samorządu Pracowniczego Przedsiębiorstw oraz Nadzwyczajnej do rozpatrzenia projektu ustawy o Trybunale Konstytucyjnym.
Odznaczony Krzyżem Oficerskim i Komandorskim Orderu Odrodzenia Polski, Złotym Krzyżem Zasługi, Odznaką 1000-lecia Państwa Polskiego i Honorową Odznaką Miasta Łodzi. Pochowany na cmentarzu komunalnym Szczecińska w Łodzi.